# رقیه بیگم
رقیه سخاوت حسین (بنگالی: রোকেয়া সাখাওয়াত হোসেন؛ ۹ دسامبر ۱۸۸۰–۹ دسامبر ۱۹۳۲)، که معمولاً با نام بیگم روکیا یا رقیه بیگم شناخته می‌شود، اندیشمند، آموزگار و فعال سیاسی فمینیست بنگالی از هند بریتانیا (امروزه بنگلادش) بود. وی به عنوان پیشگام آزادی زنان در آسیای جنوبی مورد توجه گسترده قرار گرفته‌است.
وی خاطرنشان کرد که عدم آموزش برای زنان مسئولیت موقعیت اقتصادی پایین آنها را بر عهده دارد که از زن و مرد نیز به همان اندازه با موجودات منطقی رفتار شود. آثار مهم او شامل ماتیچور، مجموعه ای از مقالات در دو جلد است که افکار فمینیستی او را بیان می‌کند. رؤیای سولتانا (۱۹۰۵)، رمان علمی تخیلی فمینیستی مجموعه ای در لیدی لند که توسط زنان اداره می‌شود. پادمارگ ("ذات لوتوس"، ۱۹۲۴) مشکلات مربوط به همسران بنگالی را نشان می‌دهد. و آبارودباسینی (زنان محصور، ۱۹۳۱)، نقد زندگی زنان و فرهنگ دارای اشکال شدید پوردا است که زندگی و چهره زنان را به خطر می‌اندازد.
او آموزش را پیش شرط اصلی رهایی زنان قرار داد. او اولین مدرسه را که در درجه اول دختران مسلمان بنگالی بود در کلکته مستقر کرد. گفته می‌شود که وی پدر و مادران را ترغیب کرده می‌کرد که دختران خود را به مدرسه خود در نیوشا بفرستند. تا زمان مرگ، او مدرسه را با وجود مواجهه با انتقاد خصمانه و موانع اجتماعی اداره کرد.
در سال ۱۹۱۶، انجمن زنان مسلمان را تأسیس کرد، سازمانی که برای آموزش و اشتغال زنان تلاش می‌کرد. در سال ۱۹۲۶، روکیا به ریاست کنفرانس آموزش زنان بنگال که در کلکته برگزار شد را بر عهده داشت که اولین تلاش مهم برای گرد هم آوردن زنان در حمایت از حقوق آموزش زنان بود. مدت کوتاهی پس از ریاست جلسه در کنفرانس زنان هند، در ۹ دسامبر سال ۱۹۳۲ در مباحث و کنفرانسهایی در مورد پیشرفت زنان تا زمان مرگ شرکت داشت.
در بنگلادش هر سال روز ۹ دسامبر به عنوان روز روکیا (Rokeya Day) گرامی داشته می‌شود تا از آثار و میراث او یاد کند. در آن روز، دولت بنگلادش نیز به خاطر دستاورد استثنایی وی، بیگم روکیا پاداک را به زنان اعطا می‌کند.
در سال ۲۰۰۴، روکیا در نظرسنجی بی‌بی‌سی از بزرگترین بنگالی همه زمانها در رده شماره ۶ قرار گرفت.

## پیشینه و خانواده

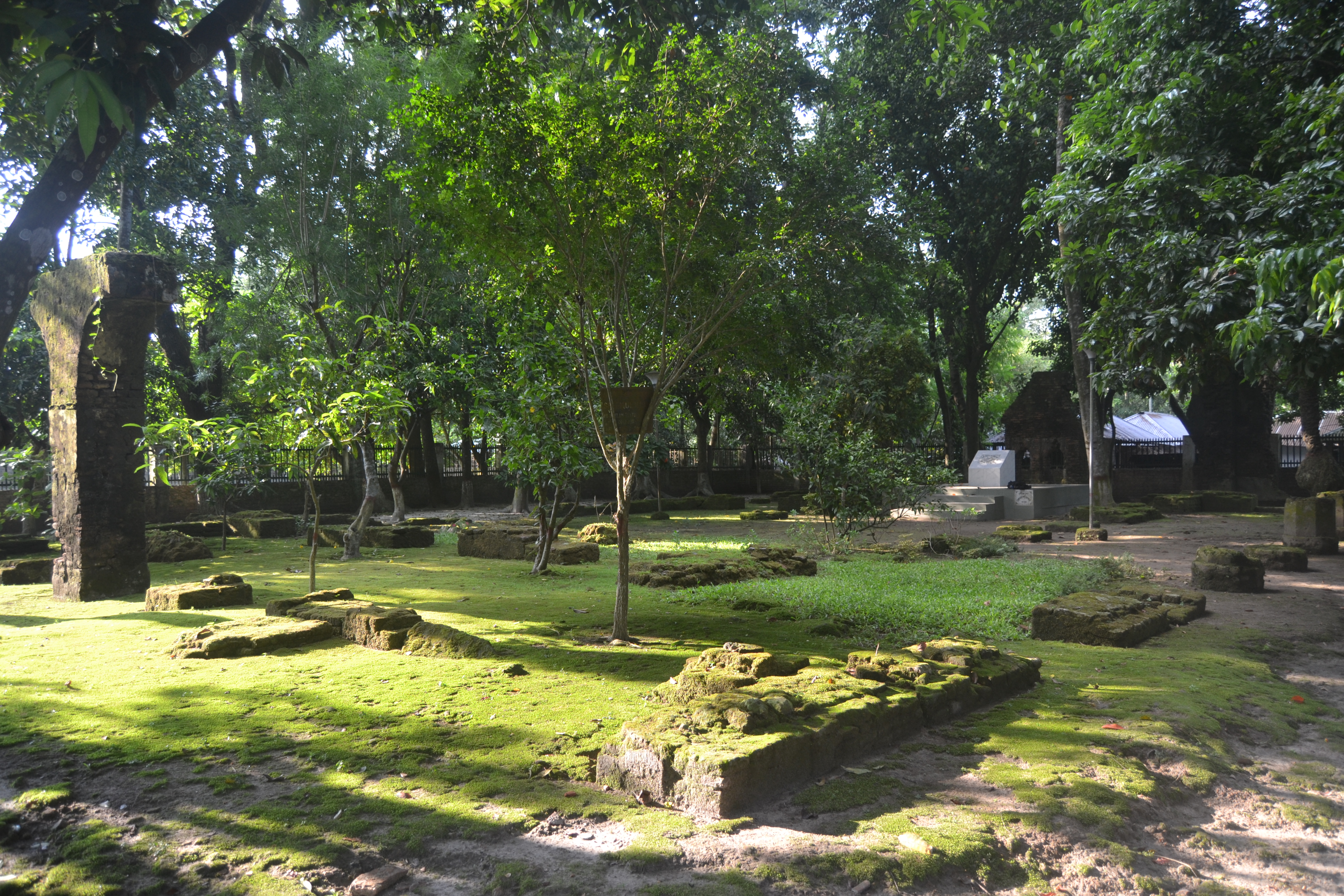
باقی مانده از خانه دوران کودکی رقیه در پیرابند، رنگپور، تصویر در سال ۲۰۱۲ ثبت شده‌است.

رقیه خاتون در سال ۱۸۸۰ در روستای پیرابند، رنگپور در-پس از آن هند بریتانیا متولد شد. اجداد وی در دوران حاکمیت مغول در ارتش و دادگستری خدمت می‌کردند. پدرش جهانگیر الدین محمد ابوعلی حیدر صابر، یک زمین‌دار (zamindar) (مالک زمین) و روشنفکر چند زبانه بود. او چهار بار ازدواج کرد. ازدواج او با راهاتونسا منجر به تولد رقیه خاتون شد که دو خواهر و سه برادر داشت که یکی از آنها در کودکی درگذشت. برادر بزرگتر رقیه، ابراهیم صابر، و خواهر بزرگتر وی کاریمونسا خانم چادورانی، هر دو تأثیر عمده ای در زندگی وی داشتند. کریموننسا خواستار تحصیل بنگالی‌ها، زبان اکثریت مردم بنگالی بود، بر خلاف میل خانواده اش که ترجیح می‌داند از عربی و فارسی به عنوان رسانه معارف استفاده کنند. ابراهیم انگلیسی و بنگالی را به رقیه و خواهرش آموزش می‌داد. کاریمونسا در چهارده سالگی ازدواج کرد و بعداً شاعر شد. هر دو پسرش، عبدالکریم غزنوی و عبدالحلیم غزنوی، سیاستمدار شدند و پرتفوی وزیرهای تحت اشغال مقامات انگلیس را در دست گرفتند.

## مرگ و میراث

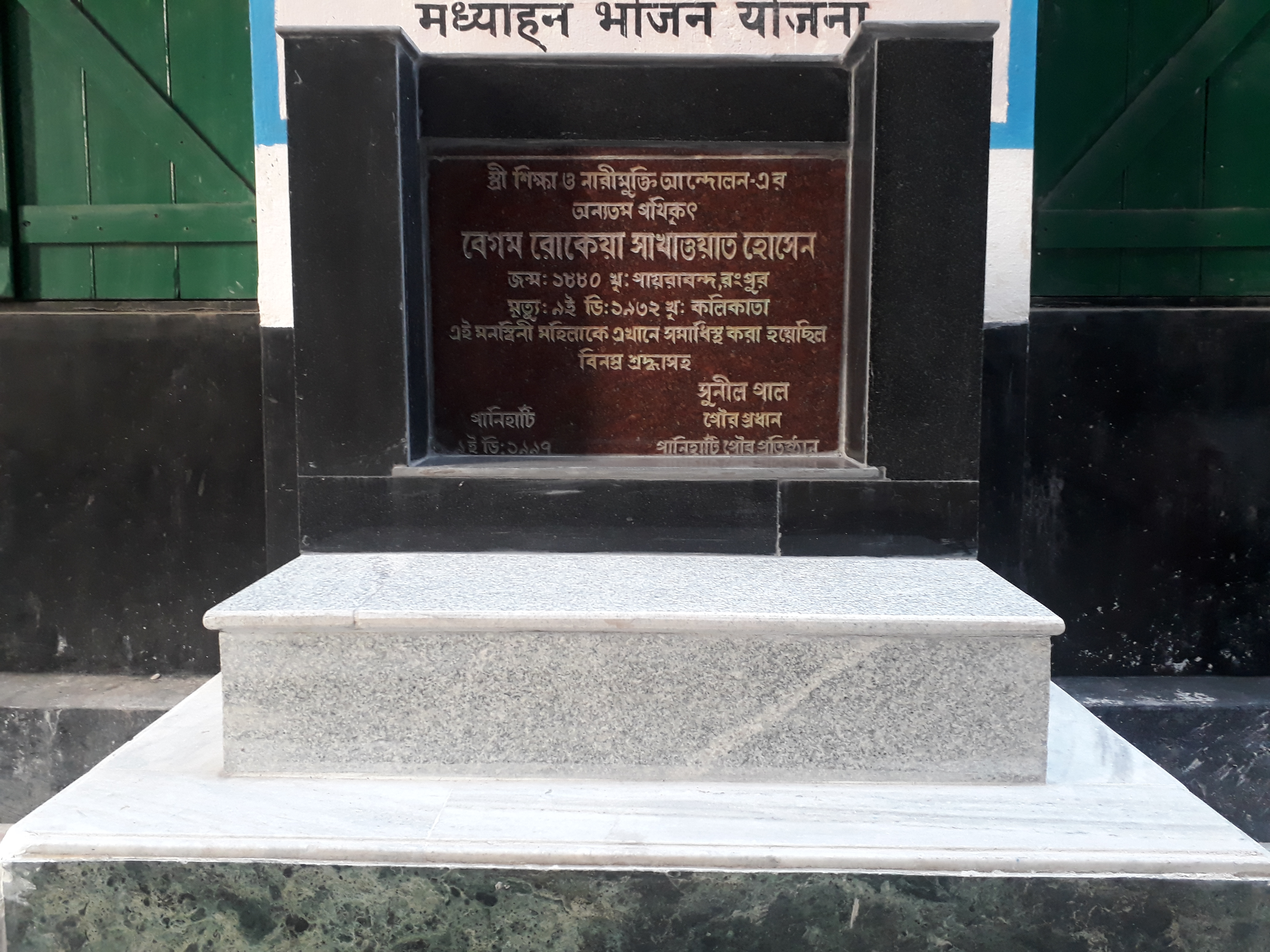
آرامگاه روکیا در پردیس دبیرستان دخترانه پانیهاتی، سودپور

روکیا در ۹ دسامبر سال ۱۹۳۲، در ۵۲ سالگی در اثر مشکلات قلبی درگذشت. ۹ دسامبر به عنوان روز روکیا در بنگلادش جشن گرفته می‌شود.
قبر روکیا در سودپور به دلیل تلاش‌های مورخ آمالندو دی هندی کشف شد.